# Trongsa körzet
Trongsa  egyike Bhután 20 körzetének. A fővárosa Tongsa.

## Látnivalók

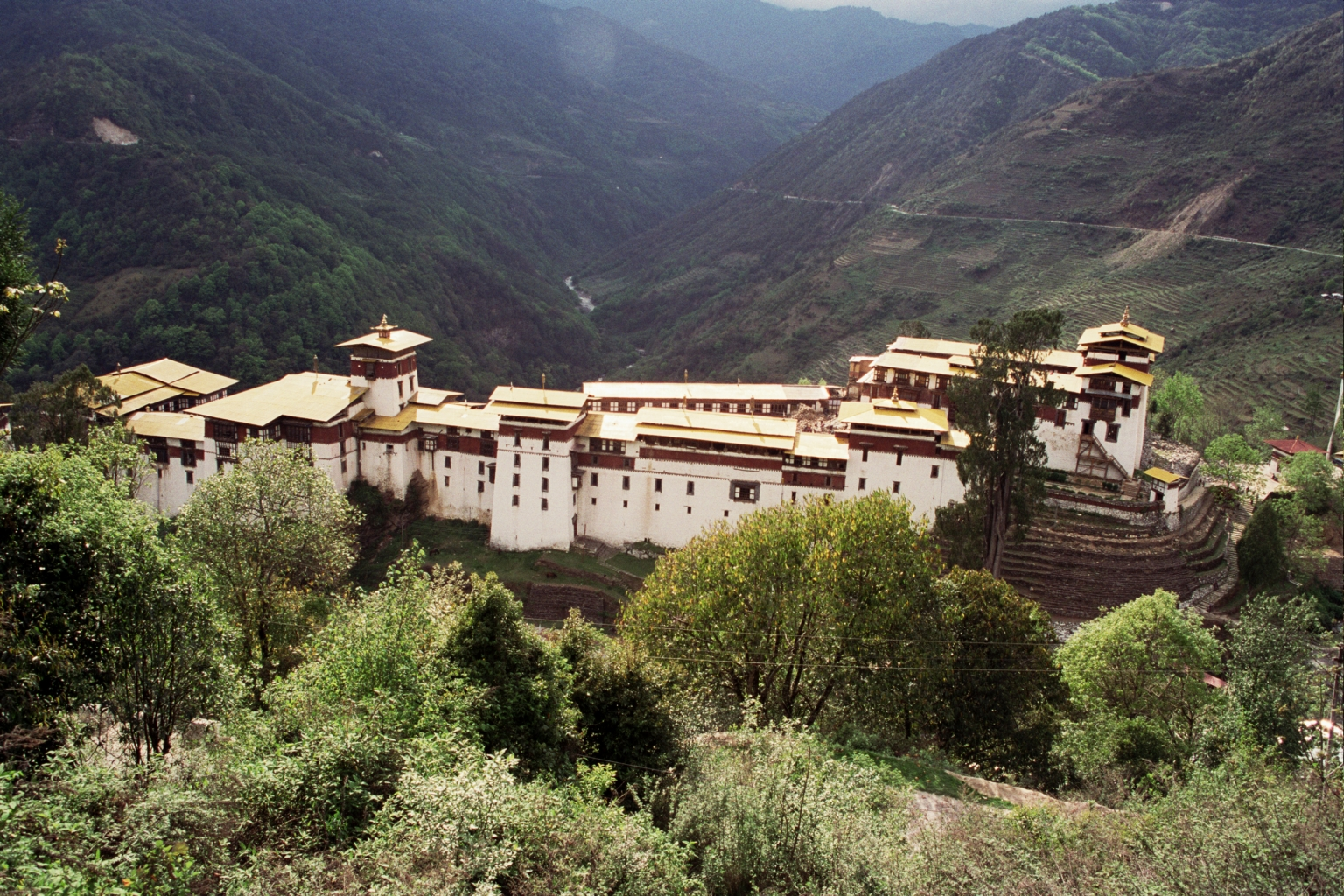
Dzong

## Földrajz
Az ország középső részén található.

## Gewog-ok
- Dragteng Gewog
- Korphu Gewog
- Langthil Gewog
- Nubi Gewog
- Tangsibji Gewog